# Queima das Fitas

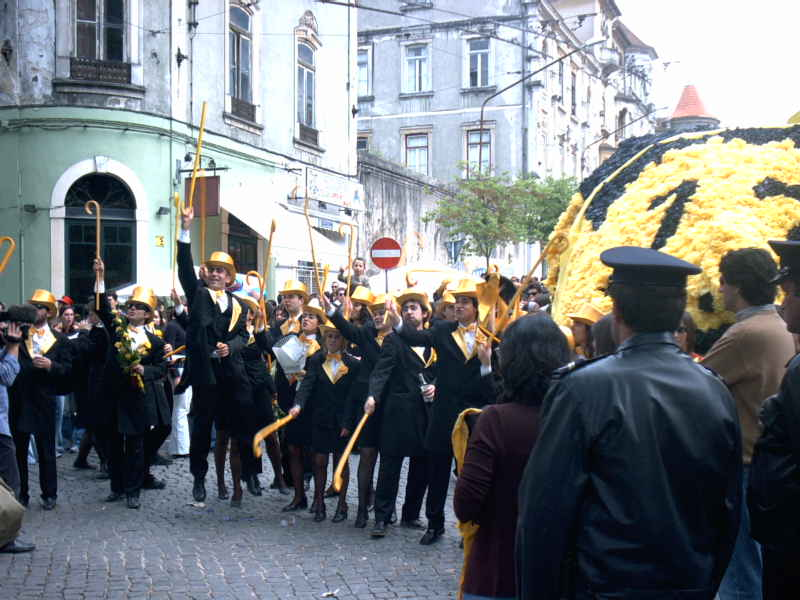
Parata e corteo di carri durante la Queima das Fitas a Coimbra.

La Queima das Fitas (Rogo dei Nastri in portoghese) è una festività accademica la cui tradizione è diffusa in diverse città universitarie portoghesi.

## Storia
La tradizione ha avuto origine all'Università di Coimbra, dove la Queima das Fitas era celebrata dagli studenti al termine dell'anno accademico.
In tale occasione venivano bruciati lunghi nastri di colori diversi che rappresentano le diverse facoltà universitarie, pratica a cui l'evento deve il proprio nome.

## Festeggiamenti
La Queima das Fitas è divenuta una festività ufficiale, in occasione della quale le lezioni vengono sospese.
La ricorrenza viene celebrata con modalità simili in diverse località universitarie portoghesi: la Queima das Fitas di Coimbra inizia ogni anno alla fine del mese di maggio e dura 8 giorni. Il programma della Queima das Fitas comprende una serenata notturna di fado, una processione di carri (cortejo), diverse attività sportive e culturali, oltre a manifestazioni musicali commerciali che si protraggono per tutti i giorni della festività.